# 横山貞子
横山 貞子（よこやま さだこ、1931年11月9日 - ）は、日本の英文学者、京都精華大学名誉教授。

## 来歴
群馬県富岡出身。1954年に同志社女子大学英文科を卒業。1956年慶應義塾大学大学院英文科修士課程修了、1957年までイリノイ大学マスコミュニケーション学科に学ぶ。1958年キリスト教教育センター研究員。1959年京都精華大学人文学部講師、1973年助教授、1975年教授。2002年定年、名誉教授。
1960年 5月30日に東京工業大学に教授職の辞表を提出した鶴見俊輔と同年秋に結婚。全学連の唐牛健太郎が活動資金が底をついたため、著名人へのカンパを求めに出した際に鶴見俊輔は10万円出してくれたが貞子は「あの10万円、返して頂戴」と電話している。

## 親族
義祖父は政治家の後藤新平。義父は同じく政治家の鶴見祐輔。義姉は社会学者の鶴見和子。義弟は法学者の内山尚三。息子は歴史学者の鶴見太郎。甥は宇宙物理学者の横山順一（東京大学教授）。

## 著書

### 単著
- 『日用品としての芸術 使う人の立場から』晶文社、1979
- 『老い、時のかさなり』晶文社、1989

### 訳書
- リニー・デヴリエス『メキシコーわが大地』研究社出版 1975
- アイザック・ディネーセン「ディネーセン・コレクション」晶文社

1『アフリカの日々』1981
「アフリカの日々」改訳版・河出書房新社「世界文学全集」2008、河出文庫、2018
2『夢みる人びと 七つのゴシック物語1』1981、白水Uブックス 2013
3『ピサへの道 七つのゴシック物語2』1982、白水Uブックス 2013
4『復讐には天使の優しさを』晶文社、1981
- ジェイムズ・スティーヴンズ『小人たちの黄金』晶文社、1983
- オルダス・ハクスリー『ハクスリーの教育論』人文書院、1986
- ステファニー・デメトラコポウロス『からだの声に耳をすますと よみがえる女の知恵』思想の科学社 1987
- ジョアン・リンガード『ふたりの世界』全5巻、晶文社、1988-1989
- 『善人はなかなかいない フラナリー・オコナー作品集』筑摩書房、1998
- シェイマス・ディーン『闇の中で』晶文社、1999
- リチャード・ワトソン『ダイエットは人生の哲学!』晶文社、2000
- 『フラナリー・オコナー全短篇』（上下）、筑摩書房、2003、ちくま文庫、2009
- 『存在することの習慣 フラナリー・オコナー書簡集』サリー・フィッツジェラルド編、筑摩書房、2007
- イサク・ディネセン『冬の物語』新潮社、2015
- クリストファー・イシャウッド『キャスリーンとフランク　父と母の話』新潮社、2022